# Сторни (Новара)
Сторни је насеље у Италији у округу Новара, региону Пијемонт.
Према процени из 2011. у насељу је живело 29 становника. Насеље се налази на надморској висини од 314 м.